# Société suisse d'utilité publique
 (avril 2018).
Si vous disposez d'ouvrages ou d'articles de référence ou si vous connaissez des sites web de qualité traitant du thème abordé ici, merci de compléter l'article en donnant les références utiles à sa vérifiabilité et en les liant à la section « Notes et références ».
La Société suisse d’utilité publique (SSUP, en allemand Schweizerische Gemeinnützige Gesellschaft, SGG) encourage idéologiquement et concrètement les activités d’utilité publique et de bienfaisance en Suisse. 

## Domaines d'activités
La SSUP examine, évalue et promeut des efforts et projets entrepris dans le domaine de l’éducation et de la santé, de l’économie et de l’action sociale. Les missions de la SSUP sont les suivantes :
- Actualité sociale et sociétale ;
- Responsabilité sociale et esprit solidaire ;
- Gestion de programmes spécifiques ;
- Étude et encouragement des activités d’intérêt général et du bénévolat en Suisse ; elle publie régulièrement les résultats de l’Observatoire du bénévolat[3].

## Histoire
La Société suisse d’utilité publique est fondée en 1810 à Zurich par le médecin de la ville, Hans Caspar Hirzel, et ses amis. C’est au nom de la Zürcher Hülfsgesellschaft (Société zurichoise d'entraide) que le docteur Hirzel appelle à la constitution d’une association. Sous la dénomination Schweizerische Gemeinnützige Gesellschaft SGG, Société suisse d’utilité publique SSUP, Società svizzera di utilità pubblica, Società svizzra ad ütil public, cette association existe depuis le 16 mai 1810 conformément à l’article 60 et suivants du Code civil suisse. Son siège se trouve à Zurich. L’organisation de la SSUP s’est transformée à partir de 1850 et l’association s’est progressivement ancrée dans toutes les parties du pays.

### Principales actions
Lors de l’assemblée générale de 1823, Johann Caspar Zellweger propose officiellement de combattre la pauvreté par la formation et de promouvoir parallèlement savoir, moralité et morale.

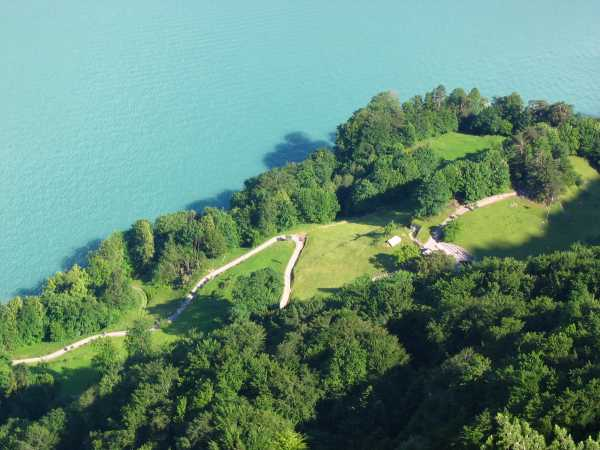
La prairie du Grütli vue depuis Seelisberg.

La première action officielle de la SSUP remonte à 1834 lorsqu’elle coordonne la collecte de fonds pour les victimes d’une catastrophe provoquée par des intempéries dans les Préalpes. 
Au XIXe siècle, la SSUP institue et gère des établissements d’éducation et de redressement (écoles spécialisées). Elle fait la promotion de la formation professionnelle, de l’instruction de la population en matière de santé et d’alimentation et elle s’engage dans la lutte contre l’alcoolisme et la dépendance aux jeux de hasard.
Au XXe siècle, la SSUP est à l’origine de la création de plusieurs organisations de bienfaisance privées : Pro Juventute en 1912, Pro Senectute en 1917, la Fondation suisse d’encouragement à la réalisation de maisons de commune et de salles de réunion en 1918 et Pro Mente Sana en 1978.
Dans les années 1990, la SSUP prend une nouvelle orientation, consacrant plus d’attention à la promotion du bénévolat.

## Organisation

### Présidence
- 1998–2007 Judith Stamm[7]
- 2007–2011 Annemarie Huber-Hotz
- 2011–2020 Jean-Daniel Gerber
- 2020 Nicola Forster[8]

### Membres
De 1860 à 1890, la SSUP compte un millier d’adhérents, parmi lesquels des ecclésiastiques, membres d’exécutifs, entrepreneurs, artisans et spécialistes de l’éducation. À la suite d'actions de promotion, le nombre augmente pour atteindre 10 000 membres après 1920. En 2015, la SSUP compte 1 200 membres physiques ou collectifs.

### Organes d'information
La SSUP édite depuis 1862 un périodique intitulé Revue der Schweizerischen Gemeinnützigen Gesellschaft, Revue de la Société suisse d’utilité publique, Rivista della Società svizzera di utilità pubblica, Periodic svizzer ad ütil public. En 2014, la Revue a été remplacée par une newsletter électronique diffusée à 5 000 personnes et organisations quatre fois par an, en français et en allemand. 

### Sociétés d'utilité publique cantonales et régionales
La SSUP coopère avec les sociétés d’utilité publique cantonales, régionales et locales. 
Dès les années 1830, la SSUP incite les femmes à s’organiser en associations se consacrant à l’éducation et à la formation de la jeunesse féminine. Au milieu du XIXe siècle, il existe déjà 1 030 associations de ce type. En 1888, la Société d’utilité publique des femmes suisses (SUPFS) voit le jour, dont les préoccupations portent dans un premier temps sur la formation en économie ménagère.